# Präsident von Mexiko
Der Präsident bzw. die Präsidentin Mexikos (spanisch: presidente de México), offiziell Präsident(in) der Vereinigten Mexikanischen Staaten (presidente de los Estados Unidos Mexicanos), ist Staatsoberhaupt und Regierungschef der Vereinigten Mexikanischen Staaten. Laut der mexikanischen Verfassung steht die Person in diesem Amt an der Spitze der mexikanischen Bundesregierung und ist Oberbefehlshaber über die mexikanischen Streitkräfte.
Das Amt wurde erstmals in der föderalen Verfassung von 1824 geschaffen. Nach der Mexikanischen Revolution wurden seine Befugnisse in der Revolutionsverfassung von 1917 angepasst und neu definiert. Eine zentrale Beschränkung durch die Verfassung ist das Verbot der Wiederwahl: Präsidentinnen und Präsidenten dürfen nur eine Amtszeit von sechs Jahren – ein sogenanntes Sexenio – absolvieren. Eine erneute Kandidatur oder Amtsübernahme ist nicht zulässig. Verfassung und Amt folgen dabei dem klassischen präsidialen Regierungssystem.
Liste der Staatsoberhäupter Mexikos

## Liste der Präsidenten seit 1917
| Name                          | Amtsantritt       | Amtsaustritt       | Partei                                      |
| ----------------------------- | ----------------- | ------------------ | ------------------------------------------- |
| Venustiano Carranza Garza     | 1. Mai 1917       | 21. Mai 1920       | Liberal-Konstitutionalistische Partei (PLC) |
| Adolfo de la Huerta           | 1. Juni 1920      | 30. November 1920  | PLC                                         |
| Álvaro Obregón Salido         | 1. Dezember 1920  | 30. November 1924  | Mexikanische Arbeiterpartei (PLM)           |
| Plutarco Elías Calles         | 1. Dezember 1924  | 30. November 1928  | PLM                                         |
| Emilio Portes Gil             | 1. Dezember 1928  | 4. Februar 1930    | National-Revolutionäre Partei (PNR)         |
| Pascual Ortiz Rubio           | 5. Februar 1930   | 4. September 1932  | PNR                                         |
| Abelardo Luján Rodríguez      | 4. September 1932 | 30. November 1934  | PNR                                         |
| Lázaro Cárdenas del Río       | 1. Dezember 1934  | 30. November 1940  | PNR                                         |
| Manuel Ávila Camacho          | 1. Dezember 1940  | 30. November 1946  | Partei der Mexikanischen Revolution (PRM)   |
| Miguel Alemán Valdés          | 1. Dezember 1946  | 30. November 1952  | Institutionell-Revolutionäre Partei (PRI)   |
| Adolfo Ruiz Cortines          | 1. Dezember 1952  | 30. November 1958  | PRI                                         |
| Adolfo López Mateos           | 1. Dezember 1958  | 30. November 1964  | PRI                                         |
| Gustavo Díaz Ordaz            | 1. Dezember 1964  | 30. November 1970  | PRI                                         |
| Luis Echeverría Álvarez       | 1. Dezember 1970  | 30. November 1976  | PRI                                         |
| José López Portillo y Pacheco | 1. Dezember 1976  | 30. November 1982  | PRI                                         |
| Miguel de la Madrid Hurtado   | 1. Dezember 1982  | 30. November 1988  | PRI                                         |
| Carlos Salinas de Gortari     | 1. Dezember 1988  | 30. November 1994  | PRI                                         |
| Ernesto Zedillo Ponce de León | 1. Dezember 1994  | 30. November 2000  | PRI                                         |
| Vicente Fox Quesada           | 1. Dezember 2000  | 30. November 2006  | Nationale Aktionspartei (PAN)               |
| Felipe Calderón Hinojosa      | 1. Dezember 2006  | 30. November 2012  | PAN                                         |
| Enrique Peña Nieto            | 1. Dezember 2012  | 30. November 2018  | PRI                                         |
| Andrés Manuel López Obrador   | 1. Dezember 2018  | 30. September 2024 | Bewegung Nationaler Erneuerung (MORENA)     |
| Claudia Sheinbaum Pardo       | 1. Oktober 2024   | amtierend          | MORENA                                      |